# Franconia Mijlocie
Franconia Mijlocie, în germană Mittelfranken, este una din cele șapte regiuni administrative de tip Regierungsbezirk din landul Bavaria, Germania. Tot Mittelfranken se numește și unitatea administrativă de tip Bezirk (în traducere liberă: „circumscripție”), identică teritorial cu regiunea administrativă Franconia Mijlocie, dar având atribuții diferite.
Regiunea Franconia Mijlocie este situată în nord-vestul Bavariei, fiind mărginită de landul Baden-Württemberg și de regiunile administrative bavareze Oberbayern, Oberfranken, Unterfranken, Schwaben și Oberpfalz. Reședința regiunii administrative se găsește la Ansbach.

Poziţia regiunii Franconia Mijlocie (Mittelfranken) în Germania

Poziţia regiunii Franconia Mijlocie (Mittelfranken) în Bavaria

## Împărțirea administrativă
Regiunea administrativă Franconia Mijlocie cuprinde, după reorganizarea teritorială din 1972/1973, cinci orașe-district (districte urbane) și șapte districte rurale:
| 1. Ansbach 2. Erlangen 3. Fürth 4. Nürnberg 5. Schwabach | 1. Ansbach (district) 2. Erlangen-Höchstadt 3. Fürth (district) 4. Neustadt a. d. Aisch-Bad Windsheim 5. Nürnberger Land 6. Roth (district) 7. Weißenburg-Gunzenhausen |

## Date geografice

### Orașe în Franconia Mijlocie
| - Altdorf bei Nürnberg - Dinkelsbühl - Feuchtwangen - Gunzenhausen - Hersbruck - Herzogenaurach - Hilpoltstein - Langenzenn - Lauf an der Pegnitz | - Neustadt an der Aisch - Oberasbach - Roth - Rothenburg ob der Tauber - Stein - Weißenburg in Bayern - Zirndorf |

### Râuri
| - Aisch - Altmühl - Aurach (Regnitz) - Bibert - Fränkische Rezat - Pegnitz (râu) - Rednitz | - Regnitz - Schwabach (Rednitz) - Schwabach (Regnitz) - Tauber - Wiesent (râu) - Wörnitz - Zenn |

### Lacuri
- Altmühlsee
- Großer Brombachsee
- Igelsbachsee
- Kleiner Brombachsee
- Rothsee

### Munți
Masivul muntos Fränkische Alb este situat în estul regiunii. Vârful cel mai înalt Hesselberg are 689 m înălțime. Nu departe de Nürnberg se află vârful Moritzberg (Frankenalb).

## Galerie de imagini

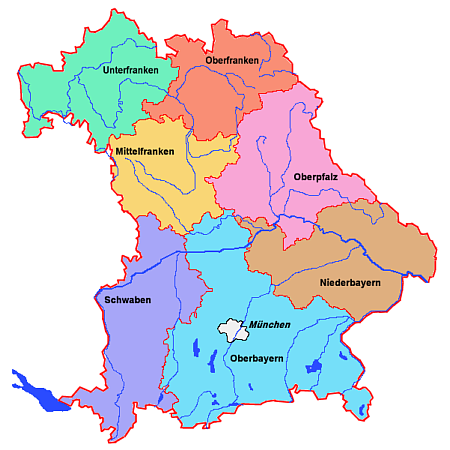
Harta landului Bavaria cu cele 7 regiuni administrative